# Tony Batista
Leocadio Francisco "Tony" Batista (nacido el 9 de diciembre de 1973 en Puerto Plata) es un ex infielder dominicano que jugó en las Grandes Ligas de Béisbol. Jugó en las Grandes Ligas desde 1996 hasta 2004 y de 2006 a 2007, y con los Softbank Hawks de la Liga Japonesa del Pacífico en 2005. Después de que terminó la temporada, fue puesto en libertad por los Hawks.
Su carrera en las mayores comenzó en 1996. Jugó para los Atléticos de Oakland, Diamondbacks de Arizona, Azulejos de Toronto, Orioles de Baltimore, y Expos de Montreal, antes de pasar a Japón para la temporada 2005. Después de regresar de Japón, jugó para los Mellizos de Minnesota y para los Nacionales de Washington.
Ha jugado la primera base, segunda base, campocorto, tercera base y bateador designado. Es conocido por su peculiar rutina de bateo.
Tiene buen poder, llegando a 221 jonrones, pero solo tiene un promedio de bateo de .251 y rara vez toma base por bolas, con un porcentaje de embasarse de .298.
Fue elegido para el equipo de Estrellas de la Liga Americana en dos ocasiones (2000 y 2002).

## Carrera

### Toronto Blue Jays (1999–2001)
Batista fue adquirido por los Azulejos de Toronto cuando se enteraron de que su campocorto titular Alex Gonzalez, se perdería la temporada con ellos en junio de 1999. Batista fue un jugador sólido para los Azulejos, siendo votado para el equipo todos estrellas de la Liga Americana de 2000 y después de dos buenas temporadas, fue puesto en waivers en 2001, pero fue inmediatamente reclutado por los Orioles de Baltimore que estaban buscando a alguien para llenar los zapatos del legendario Cal Ripken, Jr., quien se retiraría al final de la temporada. En un memorable incidente, mientras jugaba con los Azulejos, Batista apenas bateó una bola hacía la tercera base para un sencillo dentro del cuadro. Batista corrió pasando la primera base, todo el camino hasta la primera línea de base a la pared del outfield del SkyDome, a 328 pies de distancia desde el home plate. Después de llegar a la pared del outfield, Batista anduvo todo el camino de regreso a la primera base.

### Baltimore Orioles (2001-2003)
Batista jugó con los Orioles 72 juegos en 2001 y toda las temporadas 2002 y 2003, siendo seleccionado al Juego de Estrellas en 2002 y publicando récords durante la temporada. Uno de los grandes momentos de Batista con los Orioles se dio en el Opening Day de 2002, el primer juego sin Cal Ripken. Batista bateó un grand slam a Roger Clemens en una victoria 10-3 sobre los Yankees de Nueva York.

### Montreal Expos (2004)
Batista jugó con los Expos en 157 partidos en la temporada 2004. En el último año del equipo en Montreal, Batista empató en el primer lugar dentro del equipo en jonrones con Brad Wilkerson, batando 32. A pesar de su promedio de .241, Batista fue un favorito de los fanes por su poder.

### Temporada 2005 en Japón

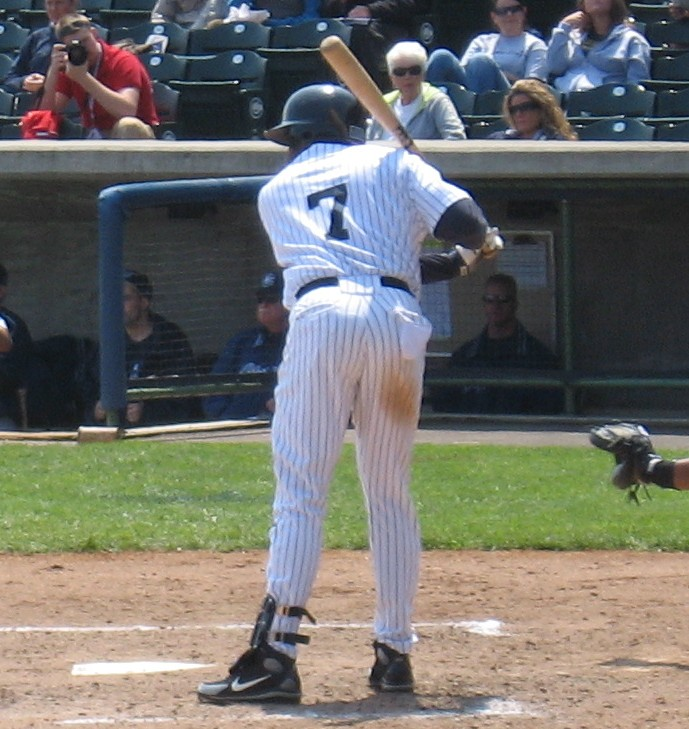
Batista en su peculiar postura de bateo.

Después de la temporada 2004, Batista firmó un contrato por dos años y $14 millones con los Fukuoka SoftBank Hawks de Japón. En 2005, bateó para .263, con 27 jonrones y 90 carreras impulsadas. Fue liberado por los Hawks después de la temporada. En otro memorable incidente, mientras jugaba con los Hawks en un partido contra los Tokyo Yakult Swallows, Batista fue golpeado por un lanzamiento, y pretendió embestir el montículo, asustando al lanzador de los Swallows, Masanori Ishikawa. Batista, sin embargo, se alejó de la lomita, y corrió a primera base. Ishikawa se rio en respuesta a la acción de Batista. Más tarde, el video del incidente se convirtió en una sensación en la Internet.

### Minnesota Twins (2006)
El 15 de diciembre de 2005, Batista firmó un contrato por un año con los Mellizos de Minnesota, por valor de 1.25 millones dólares si hacía el equipo después del spring training. El 13 de junio de 2006, los Mellizos lo designó para asignación, terminando su compromiso con el equipo. Fue reemplazado en la tercera por Nick Punto.

### Washington Nationals
El 14 de febrero de 2007, Batista firmó un contrato de ligas menores con los Nacionales de Washington. Se unió al roster de Grandes Ligas de los Nacionales el 8 de mayo de 2007. Empezó algunos juegos en primera base, y fue utilizado principalmente como bateador emergente. El 17 de diciembre de 2007, los Nacionales lo mandaron a las ligas menores, y el 10 de marzo de 2008, Batista firmó un contrato de ligas menores con los Nacionales, pero fue liberado a principios de mayo.